# Meteorologiåret 1950

## Händelser

### Januari
- 6 januari – Med - 45,8 °C i Bölestrand, Sverige uppmäts köldrekord för Jämtland [1].
- 10 januari - Med - 45,6 °C i Myrheden, Sverige uppmäts köldrekord för Västerbotten [2].
- 24 januari - En isstormar härjar i sydvästra Minnesota, USA [3].
- 28 januari - I Victoria i British Columbia, Kanada uppmäts nytt lokalt köldrekord på -15.6 °C [4].

### Februari
- 7 februari – I Beit Netofa-dalen, Israel uppmäts temperaturen −13.7°C (8.24 °F), vilket blir Israels lägst uppmätta temperatur någonsin [5].

### Mars
- 7 mars - Is- och snöstormar härjar i Minnesota, USA [3].
- 23 mars - WMO bildas.[6]
- 26-27 mars - En isstorm härjar i Minnesota, USA och drabbar Duluth [3].

### April
- 8 april - En isstorm härjar i sydvästra Minnesota, USA [3].

### Juni
- 25 juni – Översvämning vid Warroad i Minnesota, USA [7].

### Juli
- 5 juli – I Črnomelj, SR Slovenien, Jugoslavien uppmäts temperaturen + 40.6 °C (105.1 °F), vilket blir Sloveniens högst uppmätta temperatur någonsin [8].

### Augusti
- 15 augusti – En jordbävning och översvämning i Assam i Indien med styrka 8,6 på Richterskalan förorsakar 20-30 000 dödsoffer och gör cirka 5 miljoner människor hemlösa [9].

### December
- 5-8 december - Minnesota, USA drabbas av en svår snöstorm [10].
- 25 december - 5,9 inch snö faller i Twin Cities i Minnesota, USA som upplever en mycket snöig jul [11].

### Okänt datum
- Meteorologischen Dienstes der Deutschen Demokratischen Republik bildas i Östtyskland [12].

## Födda
- 22 augusti – Gregory S. Forbes, amerikansk meteorolog.
- 21 september – Ivor van Heerden, amerikansk meteorolog.

## Avlidna
- 5 april – Hugh Robert Mill, skotsk geograf, klimatolog, meteorolog, och oceanograf.
- 22 september – Sakuhei Fujiwhara, japansk meteorolog.
- 11 oktober – George Ainsworth, australisk meteorolog.
- 29 december – Reinhard Süring, tysk meteorolog.
- Okänt datum – Wasaburo Oishi, japansk meteorolog.

### Fotnoter
1. ↑  SMHI
2. ↑  ”SMHI”. Arkiverad från originalet den 9 september 2010. https://web.archive.org/web/20100909030220/http://www.smhi.se/kunskapsbanken/meteorologi/vasterbottens-klimat-1.5004. Läst 4 februari 2011.
3. 1 2 3 4  ”Arkiverade kopian”. Arkiverad från originalet den 22 juni 2010. https://web.archive.org/web/20100622121311/http://climate.umn.edu/pdf/ice_storms_in_minnesota.pdf. Läst 15 februari 2011.
4. ↑  ”Dan, Dan the Weatherman's Canadian Weather Trivia Page”. Arkiverad från originalet den 9 september 2013. https://web.archive.org/web/20130909001246/http://www.dandantheweatherman.com/cantriv.html. Läst 23 februari 2011.
5. ↑  ”Climate Extremes in Israel”. Israel Meteorological Service. Arkiverad från originalet den 6 oktober 2010. https://web.archive.org/web/20101006140959/http://ims.gov.il/IMSEng/CLIMATE/TopClimetIsrael/. Läst 13 september 2010.
6. ↑  World Statesmen (läst 3 april 2011)
7. ↑  ”Arkiverade kopian”. Arkiverad från originalet den 26 juli 2010. https://web.archive.org/web/20100726102347/http://www.climate.umn.edu/pdf/day_in_weather_history/june_wx_history.pdf. Läst 16 februari 2011.
8. ↑  ”Arkiverade kopian”. Arkiverad från originalet den 4 mars 2016. https://web.archive.org/web/20160304001118/http://www.arso.gov.si/vreme/podnebje/slo_vremenski_rekordi.pdf. Läst 22 oktober 2016.
9. ↑  Faktakalendern 2006, Semic, 2005
10. ↑  Famous Minnesota Winter Storms (Listed Chronologically) Arkiverad 7 januari 2009 hämtat från the Wayback Machine.
11. ↑  - Minnesota Climatology Working Group  Arkiverad 26 maj 2011 hämtat från the Wayback Machine.
12. ↑  Deutscher Wetterdienst